# Chapala
Chapala es una ciudad mexicana ubicada en el estado de Jalisco, cabecera del municipio homónimo. Se ubica a orillas del lago de Chapala, perteneciendo a la región Sureste.

## Historia
En sus orígenes Chapala fue un asentamiento prehispánico cuya antigüedad más remota es encontrada en el siglo XII de nuestra era, cuando una migración de tribus de origen náhuatl (cocas) provenientes del noroeste del país, tocaron estas latitudes, encontrando la ribera norte del lago sumamente poblada, como lo refiere Antonio Tello, fraile y cronista franciscano.
Cuatro siglos más tarde, en el año 1524, con el contacto de los indígenas cocas y cazcanes con el franciscano Fray Juan de Padilla y el soldado español Alonso de Ávalos, el señorío de Chapalingo fue reconocido como parte del Nuevo Mundo.
Fruto de la labor de evangelización de los franciscanos Fray Miguel de Bolonia, Fray Martín de Jesús o de la Coruña y Fray Juan de Amolón, se construyeron en 1531 con zacate y adobes el Convento, el Hospital – en el lugar que ocupa la capilla de Nuestra Señora del Rosario- de Axixic (Ajijic), y la iglesia de Tlayacapán (San Antonio); en 1548 el Convento de Chapalingo (Chapala). Las Parroquias de Chapala y Ajijic así como la capilla de Nuestra Señora del Rosario fueron levantadas en el siglo XVIII con motivo de la secularización de los edificios religiosos a los franciscanos por parte de la arquidiócesis de Guadalajara.
Durante los siglos XVI al XVIII Chapala fue una encomienda “a medias” con la Corona española poblada en su mayoría por indígenas, apareciendo la colonización europea prácticamente a finales del siglo XVII.
Durante la Independencia operó en esta zona del Lago, José Encarnación Rosas, originario de Chapala. Rosas con 200 hombres y auxiliado por las fuerzas de José Santa Ana, el 1 de noviembre de 1812 se enfrentó cerca de La Barca a José Antonio Serrato al que derrotó y le quitó 300 fusiles.
Rosas en su correría independentista actuó al lado del rico hacendado Luis Macías, conocido por los aborígenes como “El Brigadier”, así como con el párroco de Ocotlán, Marcos Castellanos y el aborigen José Santa Ana, originario de Mezcala.
En este último lugar sostuvieron una de las más cruentas luchas de la insurgencia, que llenó de gloria a jefes y soldados, siendo indios la mayor parte de estos, cuyo amor a la causa de la liberación dio a esas huestes tantas victorias. El 25 de noviembre de 1816 se firmó la capitulación, que vino a dar término a una de las hazañas más gloriosas de la guerra de Independencia.
De 1825 a 1838 perteneció al 3.er Cantón de La Barca, posteriormente al 1.er Cantón de Guadalajara.
El 27 de marzo de 1824 se le concede el título de villa a Chapala, en la proposición quinta del Plan de División Territorial del Estado.
Es a partir de 1885 cuando Chapala empieza a desarrollarse como centro turístico.
Por decreto número 747 del 30 de diciembre de 1896, se erigen en 7.º cantón las municipalidades de: Chapala, Tlajomulco, Ixtlahuacán de los Membrillos, Tuxcueca y Tizapán el Alto; siendo Chapala la cabecera.
Otra oleada inmigratoria tendría lugar a finales del siglo XIX con la llegada de gentes del extranjero que atraídos por la belleza de la ribera y las bondades de su clima, construyeron las primeras fincas “veraniegas” que poco a poco fueron transformando el paisaje de esta “aldea de pescadores” como lo mencionaba el padre Orozco cuando llegó a este lugar a finales del siglo XIX.
Estas fincas de estilo europeo construidas entre los años de 1878 y 1920 tomaron asiento hacia el oriente y poniente de la parroquia de San Francisco de Asís sobre la orilla y sobre la calle que desemboca en el embarcadero contrastando su arquitectura con el paisaje: frente del Primer Hotel, el “Arzapalo” (cubierto por el Mirador del Restaurante Beer Garden), la Casa Braniff (hoy Restaurante Cazadores), la Casa del Arq. Luis Barragán (costado sur del Supermercado sobre la avenida Madero), el Hotel Palmera (hoy Hotel Nido) y el Hotel Niza (hoy la presidencia municipal) ambos sobre la avenida Madero.
Sobre la calle Hidalgo se encuentran las Villas Bell, Villa Josefina, Villa Niza, Villa Tlalocán, Villa Ferrara, Villa San José, Villa Adriana y la Villa Montecarlo (ahora Hotel). En el extremo sur de la calle Aquiles Serdán se localizan Mi Pulman, Villa Aurora, Villa Ave María, frente al Lago se aprecian la Casa Capetillo, y la Villa Paz. Asimismo sobre el paseo Ramón Corona se ubican dos fincas de finales del siglo XIX.
Construidos entre las dos primeras décadas del siglo XX, el palacio municipal y la antigua estación del primer y único servicio de ferrocarril que operó y comunicó a Chapala a través de la ciudad de Guadalajara hacia el norte del país, y a través de la Ciudad de México.
El edificio de la antigua estación de ferrocarril Gonzales Gallo además de ser considerado el baluarte de la ciudad, representa el despegue de la Gran Época de la Ribera Chapálica. Con la introducción del ferrocarril, se proporcionaron mejores alternativas tanto para el desarrollo económico de la población así como la de realizar un “paseo de placer y no de sacrificio”, pues el ferrocarril era más cómodo que el viaje a paso de mula o caballo o de las primeras diligencias que tardaban hasta 12 horas, o los primeros autobuses “Wichita” de llantas duras y que cubrían en 5 horas la distancia que el tren lo hacía en sólo 3 horas.
Por decreto número 8,616, publicado el 8 de septiembre de 1970, se eleva a la categoría política de ciudad la villa de Chapala.

## Demografía
Según los datos registrados en el censo de 2020, la población de Chapala es de 24 352 habitantes, lo que representa un crecimiento promedio de 1.2 % anual en el período 2010-2020 sobre la base de los 21 596 habitantes registrados en el censo anterior. Al año 2020 una densidad poblacional era de 4485 hab/km².
| Gráfica de evolución demográfica de Chapala entre 1900 y 2020 |
|                                                               |
| Fuente: Instituto Nacional de Estadística y Geografía         |

En 2020 el 48.1 % de la población (11 725 personas) eran hombres y el 51.9 % (12 627 personas) eran mujeres. El 62.7 % de la población, (15 262 personas), tenía edades comprendidas entre los 15 y los 64 años.
La población de Chapala está mayoritariamente alfabetizada, (1.84 % de personas mayores de 15 años analfabetas, según relevamiento del año 2020), con un grado de escolaridad en torno a los 9 años. 

El 90.1 % de los habitantes de Chapala profesa la religión católica.
En el año 2010 estaba clasificada como una localidad de grado bajo de vulnerabilidad social. Según el relevamiento realizado, 7225 personas de 15 años o más no habían completado la educación básica, —carencia conocida como rezago educativo—, y 10 708 personas no disponían de acceso a la salud.

## Geografía
Chapala se localiza en el centro geográfico del estado de Jalisco, dentro del municipio de Chapala. Sus coordenadas geográficas son 20°17′25″N 103°11′31″O / 20.29028, -103.19194. Está a una altura media de entre 1535 a 1540 m sobre el nivel del mar.
Limita al norte con las localidades de La Curva, Lo del Padre Goyito y Puerta Pesada; al este y sur con el lago de Chapala; y al oeste con las localidades de El Cuije, La Guayabera de Pablo Loza y La Limonera.
La principal elevación dentro de la zona urbana de la ciudad es el cerro San Miguel, cuya altura máxima es de alrededor de 1600 m s. n. m.

### Clima
El clima de Chapala es semicálido subhúmedo. Tiene una temperatura media anual de 20.3 °C y una precipitación pluvial media de 900.5 milímetros anuales. 
| Parámetros climáticos promedio de Chapala     | Parámetros climáticos promedio de Chapala | Parámetros climáticos promedio de Chapala | Parámetros climáticos promedio de Chapala | Parámetros climáticos promedio de Chapala | Parámetros climáticos promedio de Chapala | Parámetros climáticos promedio de Chapala | Parámetros climáticos promedio de Chapala | Parámetros climáticos promedio de Chapala | Parámetros climáticos promedio de Chapala | Parámetros climáticos promedio de Chapala | Parámetros climáticos promedio de Chapala | Parámetros climáticos promedio de Chapala | Parámetros climáticos promedio de Chapala |
| Mes                                           | Ene.                                      | Feb.                                      | Mar.                                      | Abr.                                      | May.                                      | Jun.                                      | Jul.                                      | Ago.                                      | Sep.                                      | Oct.                                      | Nov.                                      | Dic.                                      | Anual                                     |
| --------------------------------------------- | ----------------------------------------- | ----------------------------------------- | ----------------------------------------- | ----------------------------------------- | ----------------------------------------- | ----------------------------------------- | ----------------------------------------- | ----------------------------------------- | ----------------------------------------- | ----------------------------------------- | ----------------------------------------- | ----------------------------------------- | ----------------------------------------- |
| Temp. máx. abs. (°C)                          | 30.0                                      | 32.0                                      | 34.5                                      | 37.0                                      | 39.0                                      | 36.5                                      | 38.0                                      | 36.5                                      | 31.0                                      | 33.5                                      | 31.0                                      | 30.0                                      | 39.0                                      |
| Temp. máx. media (°C)                         | 22.2                                      | 24.2                                      | 26.8                                      | 29.0                                      | 30.1                                      | 28.4                                      | 26.3                                      | 25.9                                      | 25.6                                      | 25.3                                      | 24.2                                      | 22.5                                      | 25.9                                      |
| Temp. media (°C)                              | 16.7                                      | 18.1                                      | 20.2                                      | 22.2                                      | 23.5                                      | 22.8                                      | 21.5                                      | 21.2                                      | 21.0                                      | 20.3                                      | 18.8                                      | 17.2                                      | 20.3                                      |
| Temp. mín. media (°C)                         | 11.2                                      | 12.0                                      | 13.6                                      | 15.4                                      | 16.8                                      | 17.3                                      | 16.6                                      | 16.6                                      | 16.5                                      | 15.3                                      | 13.4                                      | 11.9                                      | 14.7                                      |
| Temp. mín. abs. (°C)                          | 3.5                                       | 1.5                                       | 7.0                                       | 9.0                                       | 5.0                                       | 11.0                                      | 10.0                                      | 10.0                                      | 9.0                                       | 9.0                                       | 7.0                                       | 2.0                                       | 1.5                                       |
| Precipitación total (mm)                      | 15.9                                      | 7.4                                       | 3.5                                       | 5.5                                       | 20.5                                      | 179.6                                     | 242.5                                     | 195.7                                     | 161.8                                     | 50.2                                      | 10.8                                      | 7.1                                       | 900.5                                     |
| Días de precipitaciones (≥ 1 mm)              | 1.8                                       | 1.1                                       | 0.5                                       | 0.8                                       | 2.7                                       | 13.7                                      | 18.7                                      | 17.0                                      | 14.0                                      | 5.2                                       | 1.3                                       | 1.6                                       | 78.4                                      |
| Humedad relativa (%)                          | 54                                        | 48                                        | 40                                        | 36                                        | 41                                        | 63                                        | 75                                        | 75                                        | 75                                        | 66                                        | 57                                        | 55                                        | 57.1                                      |
| Fuente n.º 1: Servicio Meteorológico Nacional |                                           |                                           |                                           |                                           |                                           |                                           |                                           |                                           |                                           |                                           |                                           |                                           |                                           |
| Fuente n.º 2: (Humedad relativa)              |                                           |                                           |                                           |                                           |                                           |                                           |                                           |                                           |                                           |                                           |                                           |                                           |                                           |